# ARA Chaco (M-5)
El ARA Chaco (M-5) fue un dragaminas perteneciente a la clase Ton originalmente construido para la Marina Real británica como HMS Rennington (M1176).

## Construcción y características
Era un dragaminas de la clase Ton construido por Whites a mediados de la década de 1950. El buque desplazaba 360 toneladas con carga estándar y 440 t con plena carga. Tenía una eslora de 46,6 metros, una manga de 8,4 m y un calado de 2,5 m. Era impulsado por dos motores diésel de 3000 caballos de fuerza de vapor (bhp), que le permitían desarrollar una velocidad de 15 nudos.

## Servicio
El HMS Rennington (M1176) sirvió en la Marina Real entre mediados de los años cincuenta hasta mediados de la década de 1960.
En 1967, la Argentina compró al Rennington junto a otras cinco unidades de la misma clase. La Armada Argentina se hizo con el buque al año siguiente. El buque se incorporó a la División Cazaminas, Escuadrilla de Minado y Antiminado, Flota de Mar, junto al ARA Formosa. Posteriormente, la Armada Argentina convirtió al ARA Chaco y ARA Formosa en cazaminas.
La Armada lo vendió como chatarra en 2004.